# رسان
رَسَّان أو أفْظُور (الاسم العلمي: Ophisurus)، جنس من الأنقليسات وفصيلة الرسانيات. يحتوي حاليًا على الأنواع التالية:
- رسان كبير الخطم بيتر بليكر, 1853
- رسان البرق (كارولوس لينيوس, 1758) (Serpent eel)